# Прохори (селище)
Прохори — селище в Україні, у Батуринській територіальній громаді Ніжинського району Чернігівської області. Населення - 2 особи (2006 року - 11 осіб). 
Селище засноване на початку XX століття. Назва походить від прізвища першого поселенця.
Постраждало внаслідок геноциду українського народу, проведеного урядом СРСР 1932-1933 та 1946-1947.

## Історія
З 1917 - у складі УНР. З 1991 - у державі Україна. 
12 червня 2020 року, відповідно до розпорядження Кабінету Міністрів України № 730-р «Про визначення адміністративних центрів та затвердження територій територіальних громад Чернігівської області», увійшло до складу Батуринської міської громади. 
19 липня 2020 року, в результаті адміністративно-територіальної реформи та ліквідації Бахмацького району, село увійшло до складу Ніжинського району Чернігівської області.